# Delias benasu
Delias benasu är en fjärilsart som beskrevs av Martin 1912. Delias benasu ingår i släktet Delias och familjen vitfjärilar. Inga underarter finns listade i Catalogue of Life.